# 梅菲爾德鎮區 (伊利諾伊州迪卡爾布縣)
梅菲爾德鎮區（英語：Mayfield Township）是位於美國伊利諾伊州迪卡爾布縣的一個行政鎮區。

## 地方資料
根據2010年美國人口普查的數據，梅菲爾德鎮區的面積為91.10平方千米，當中陸地面積為90.50平方千米，而水域面積為0.60平方千米。當地共有人口929人，而人口密度為每平方千米10.2人。